# Associazione Calcio Renate 2016-2017
Questa voce raccoglie le informazioni riguardanti il Renate Calcio nelle competizioni ufficiali della stagione 2016-2017.

## Stagione
Nella stagione 2016-2017 il Renate disputa il girone A del campionato di Lega Pro, raccoglie 51 punti che valgono il decimo posto. Con diritto a disputare i Play-off, nel primo turno dei quali viene sconfitto ed eliminato in gara secca (2-1) dal Livorno. La squadra nerazzurra in questa stagione è allenata da Luciano Foschi, in campionato ha ottenuto 29 punti nel girone di andata e 22 nel girone di ritorno. Nella Coppa Italia di Lega Pro il Renate disputa il girone A di qualificazione rimediando due sconfitte, (0-2) con il Lumezzane e (3-0) a Gorgonzola con il Giana Erminio.

## Divise e sponsor
Lo sponsor tecnico per la stagione 2016-2017 è Erreà, mentre gli sponsor ufficiali sono Yale (main sponsor) è Ibe Gru (nel retro di maglia sotto la numerazione).
| Casa | Trasferta | Terza divisa | Quarta divisa |

## Organigramma societario
Area direttiva
- Presidenti: Luigi Spreafico e Giancarlo Citterio
- Vicepresidente: Massimo Villa
- Direttore sportivo: Oscar Magoni
- Direttore generale: Massimo Crippa

Area tecnica
- Allenatore: Luciano Foschi
- Vice allenatore: Gioacchino Adamo
- Preparatori atletici: Giovanni Asnaghi e Mattia Riva
- Resp. sanitario: dott. Luigi Sesana

### Rosa
| N. |                   | Ruolo | Calciatore                 |
| -- | ----------------- | ----- | -------------------------- |
| 1  | Italia (bandiera) | P     | Davide Merelli             |
| 2  | Italia (bandiera) | C     | Christian Mora             |
| 3  | Italia (bandiera) | D     | Alberto Schettino          |
| 4  | Italia (bandiera) | C     | Nicola Pavan               |
| 5  | Italia (bandiera) | D     | Dario Teso                 |
| 6  | Italia (bandiera) | D     | Nicola Stefanelli          |
| 7  | Italia (bandiera) | C     | Marco Anghileri            |
| 8  | Italia (bandiera) | C     | Giovanni Graziano          |
| 9  | Italia (bandiera) | A     | Adriano Marzeglia          |
| 10 | Italia (bandiera) | C     | Niccolò Galli              |
| 11 | Italia (bandiera) | A     | Damien Florian             |
| 13 | Italia (bandiera) | D     | Andrea Malgrati (capitano) |

| N. |                   | Ruolo | Calciatore              |
| -- | ----------------- | ----- | ----------------------- |
| 14 | Italia (bandiera) | C     | Luca Lavagnoli          |
| 15 | Italia (bandiera) | D     | Matteo Di Gennaro       |
| 16 | Italia (bandiera) | C     | Diego Vannucci          |
| 17 | Italia (bandiera) | A     | Riccardo Santi          |
| 18 | Italia (bandiera) | C     | Samuele Dragoni         |
| 19 | Italia (bandiera) | C     | Manuel Stefanoni        |
| 20 | Italia (bandiera) | A     | Aiman Napoli            |
| 21 | Italia (bandiera) | C     | Antonio Palma           |
| 22 | Italia (bandiera) | P     | Matteo Antonio Cincilla |
| 23 | Italia (bandiera) | C     | Jacopo Scaccabarozzi    |
| 24 | Italia (bandiera) | D     | Davide Savi             |
| 25 | Italia (bandiera) | D     | Andrea Busa             |

## Risultati

### Campionato di Lega Pro - girone A

#### Girone di andata
| Arbitro: | Cudini (Fermo) |

|                                  |           |             |
| Di Gennaro 29’ Napoli 75’ (rig.) | Marcatori | 43’ Capello |

| Arbitro: | Miele (Torino) |

|                                        |           |                          |
| A. Brighenti 14’, 74’ (rig.) Pesce 31’ | Marcatori | 23’ Marzeglia 41’ Napoli |

| Arbitro: | Nicoletti (Catanzaro) |

|              |           |                 |
| Graziano 53’ | Marcatori | 58’ Taugourdeau |

| Arbitro: | Pasciuta (Agrigento) |

|                         |           |                                   |
| Taviani 48’, 52’ (rig.) | Marcatori | 15’ Pavan 45’ Santi 81’ Marzeglia |

| Arbitro: | Meraviglia (Pistoia) |

|             |           |  |
| Florian 10’ | Marcatori |  |

| Arbitro: | N. Marini (Trieste) |

|                      |           |  |
| Marano 50’, 70’, 80’ | Marcatori |  |

| Arbitro: | Carella (Bari) |

|                       |           |  |
| Florian 23’ Palma 46’ | Marcatori |  |

| Arbitro: | Prontera (Bologna) |

|                     |           |  |
| Maritato 82’ (rig.) | Marcatori |  |

| Carrara 16 ottobre 2016, ore 18:30 CET 9ª giornata | Carrarese        | 0 – 0 | Renate | Stadio dei Marmi\| Arbitro: \| De Tullio (Bari) \| |
| Arbitro:                                           | De Tullio (Bari) |       |        |                                                    |

| Arbitro: | Paterna (Teramo) |

|                                      |           |  |
| Marzeglia 24’ Palma 52’ Napoli 90+3’ | Marcatori |  |

| Arbitro: | Proietti (Terni) |

|                                           |           |               |
| Polidori 13’ Foglia 23’ Grossi 42’ (rig.) | Marcatori | 30’ Anghileri |

| Arbitro: | Gariglio (Pinerolo) |

|                    |           |                       |
| Marzeglia 13’, 51’ | Marcatori | 68’ Bruno 86’ Solerio |

| Arbitro: | Chindemi (Viterbo) |

|               |           |              |
| Merlonghi 12’ | Marcatori | 4’ Marzeglia |

| Arbitro: | Vigile (Cosenza) |

|                    |           |  |
| Marzeglia 36’, 53’ | Marcatori |  |

| Arbitro: | Annaloro (Collegno) |

|                   |           |            |
| Scaccabarozzi 53’ | Marcatori | 76’ Bunino |

| Pistoia 3 dicembre 2016 16ª giornata | Pistoiese           | 0 – 0 | Renate | Stadio Marcello Melani\| Arbitro: \| Fiorini (Frosinone) \| |
| Arbitro:                             | Fiorini (Frosinone) |       |        |                                                             |

| Arbitro: | Pietropaolo (Modena) |

|          |           |             |
| Teso 13’ | Marcatori | 33’ Cazzola |

| Como 11 dicembre 2016 18ª giornata | Como          | 0 – 0 | Renate | Stadio Giuseppe Sinigaglia\| Arbitro: \| Candeo (Este) \| |
| Arbitro:                           | Candeo (Este) |       |        |                                                           |

| Arbitro: | Guida (Salerno) |

|             |           |  |
| Dragoni 82’ | Marcatori |  |

#### Girone di ritorno
| Arbitro: | Capraro (Cassino) |

|             |           |                             |
| Piredda 56’ | Marcatori | 16’ Marzeglia 50’ Anghileri |

| Arbitro: | Perotti (Legnano) |

|  |           |                            |
|  | Marcatori | 63’ Scarsella 67’ Scappini |

| Piacenza 22 gennaio 2017 22ª giornata | Piacenza        | 0 – 0 | Renate | Stadio Leonardo Garilli\| Arbitro: \| Di Gioia (Nola) \| |
| Arbitro:                              | Di Gioia (Nola) |       |        |                                                          |

| Arbitro: | Ayroldi (Molfetta) |

|                             |           |  |
| Scaccabarozzi 39’ Palma 51’ | Marcatori |  |

| Arbitro: | N. Marini (Trieste) |

|             |           |  |
| Pesenti 67’ | Marcatori |  |

| Arbitro: | Santoro (Messina) |

|                               |           |                                  |
| Napoli 18’ (rig.), 56’ (rig.) | Marcatori | 6’ (rig.) Cruciani 58’ S. Yallow |

| Arbitro: | Capone (Palermo) |

|             |           |  |
| Moncini 61’ | Marcatori |  |

| Meda 26 febbraio 2017 27ª giornata | Renate           | 0 – 0 | Livorno | Stadio Città di Meda\| Arbitro: \| Strippoli (Bari) \| |
| Arbitro:                           | Strippoli (Bari) |       |         |                                                        |

| Arbitro: | Paterna (Teramo) |

|             |           |  |
| Florian 76’ | Marcatori |  |

| Arbitro: | Luciano (Lamezia Terme) |

|             |           |                   |
| Santini 11’ | Marcatori | 60’ Scaccabarozzi |

| Arbitro: | Guida (Salerno) |

|                   |           |  |
| Scaccabarozzi 30’ | Marcatori |  |

| Arbitro: | Zingarelli (Siena) |

|                                           |           |                      |
| Okyere 9’ Di Gennaro 13’ (aut.) Bruno 89’ | Marcatori | 34’ (aut.) Montesano |

| Meda 1º aprile 2017 32ª giornata | Renate               | 0 – 0 | Lucchese | Stadio Città di Meda\| Arbitro: \| Pietropaolo (Modena) \| |
| Arbitro:                         | Pietropaolo (Modena) |       |          |                                                            |

| Tivoli 4 aprile 2017 33ª giornata | Lupa Roma        | 0 – 0 | Renate | Stadio Olindo Galli\| Arbitro: \| Rauti (Acireale) \| |
| Arbitro:                          | Rauti (Acireale) |       |        |                                                       |

| Arbitro: | Gariglio (Pinerolo) |

|  |           |                     |
|  | Marcatori | 45+3’ Scaccabarozzi |

| Arbitro: | Mastrodonato (Molfetta) |

|  |           |              |
|  | Marcatori | 90+3’ Rovini |

| Arbitro: | Piscopo (Imperia) |

|              |           |  |
| Gonzalez 66’ | Marcatori |  |

| Arbitro: | Andreini (Forlì) |

|  |           |                             |
|  | Marcatori | 29’ Chinellato 75’ De Leidi |

| Arbitro: | Massimi (Termoli) |

|                            |           |                             |
| A. Ferrari 7’ Pinzauti 17’ | Marcatori | 13’ Scaccabarozzi 82’ Pavan |

### Play-off
| Arbitro: | Zanonato (Vicenza) |

|                           |           |            |
| Maritato 13’ Borghese 36’ | Marcatori | 28’ Napoli |

### Coppa Italia di Lega Pro

#### Girone A
| Squadra       | P.ti | G | V | N | P | GF | GS | DR |
| ------------- | ---- | - | - | - | - | -- | -- | -- |
| Giana Erminio | 6    | 2 | 2 | 0 | 0 | 5  | 0  | +5 |
| Lumezzane     | 3    | 2 | 1 | 0 | 1 | 2  | 2  | 0  |
| Renate        | 0    | 2 | 0 | 0 | 2 | 0  | 5  | -5 |

| Arbitro: | Lorenzin (Castelfranco Veneto) |

|                                          |           |  |
| Bruno 43’ (rig.) Okyere 60’ Greselin 89’ | Marcatori |  |

| Arbitro: | D'Ascanio (Ancona) |

|  |           |                                 |
|  | Marcatori | 56’ Varas Marcillo 60’ Leonetti |

## Statistiche
Statistiche aggiornate al 9 ottobre 2016.

### Statistiche di squadra
| Competizione          | Punti | In casa | In casa | In casa | In casa | In casa | In casa | In trasferta | In trasferta | In trasferta | In trasferta | In trasferta | In trasferta | Totale | Totale | Totale | Totale | Totale | Totale | DR |
| Competizione          | Punti | G       | V       | N       | P       | Gf      | Gs      | G            | V            | N            | P            | Gf           | Gs           | G      | V      | N      | P      | Gf     | Gs     | DR |
| --------------------- | ----- | ------- | ------- | ------- | ------- | ------- | ------- | ------------ | ------------ | ------------ | ------------ | ------------ | ------------ | ------ | ------ | ------ | ------ | ------ | ------ | -- |
| Lega Pro - Girone B   | 51    | 19      | 9       | 7       | 3       | 22      | 13      | 19           | 3            | 8            | 8            | 14           | 23           | 38     | 12     | 15     | 11     | 36     | 36     | 0  |
| Coppa Italia Lega Pro | 0     | 1       | 0       | 0       | 1       | 0       | 2       | 1            | 0            | 0            | 1            | 0            | 3            | 2      | 0      | 0      | 2      | 0      | 5      | -5 |
| Totale                | 51    | 20      | 9       | 7       | 4       | 22      | 15      | 20           | 3            | 8            | 9            | 14           | 26           | 40     | 12     | 15     | 13     | 36     | 41     | -5 |

### Andamento in campionato
| Giornata  | 1 | 2 | 3  | 4 | 5 | 6 | 7 | 8 | 9 | 10 | 11 | 12 | 13 | 14 | 15 | 16 | 17 | 18 | 19 | 20 | 21 | 22 | 23 | 24 | 25 | 26 | 27 | 28 | 29 | 30 | 31 | 32 | 33 | 34 |
| --------- | - | - | -- | - | - | - | - | - | - | -- | -- | -- | -- | -- | -- | -- | -- | -- | -- | -- | -- | -- | -- | -- | -- | -- | -- | -- | -- | -- | -- | -- | -- | -- |
| Luogo     | C | T | C  | T | C | T | C | T | T | C  | T  | C  | T  | C  | T  | C  | T  | T  | C  | T  | C  | T  | C  | T  | C  | T  | C  | C  | T  | C  | T  | C  | T  | C  |
| Risultato | V | P | N  | V | V | P | V | P |   |    |    |    |    |    |    |    |    |    |    |    |    |    |    |    |    |    |    |    |    |    |    |    |    |    |
| Posizione | 1 | 7 | 10 | 6 | 4 | 6 | 5 | 7 |   |    |    |    |    |    |    |    |    |    |    |    |    |    |    |    |    |    |    |    |    |    |    |    |    |    |

Fonte:  GIRONE A STATISTICA, su lega-pro.com.
Legenda:

Luogo: C = Casa; T = Trasferta. Risultato: V = Vittoria; N = Pareggio; P = Sconfitta.